# Rowlandius sul
Rowlandius sul är en spindeldjursart som beskrevs av James Cokendolpher och Paul Reddell 2000. Rowlandius sul ingår i släktet Rowlandius och familjen Hubbardiidae. Inga underarter finns listade i Catalogue of Life.